# Estación Los Loros
Los Loros (o también conocida como de Loros) fue una estación ferroviaria que formó parte de la línea del Ferrocarril Santiago-Valparaíso de la Empresa de los Ferrocarriles del Estado que unió a las ciudades de Santiago con Valparaíso. Actualmente los servicios de pasajeros ya no operan. Fue parada para mineros que explotaban recursos en la zona, sobre todo a inicios del siglo XX.
La estación servía tanto para transporte de carga como de pasajeros, aparentemente también poseía un patio de carga. Actualmente solo queda una garita de ladrillo.